# Comarca Central (Aragón)
La Comarca Central es una comarca aragonesa situada en la parte central de la provincia de Zaragoza (España). La capital es Utebo.

## Municipios y ejes

### Municipios
La comarca engloba a 21 municipios: Alfajarín, Botorrita, El Burgo de Ebro, Cadrete, Cuarte de Huerva, Fuentes de Ebro, Jaulín, María de Huerva, Mediana de Aragón, Mozota, Nuez de Ebro, Osera de Ebro, Pastriz, La Puebla de Alfindén, San Mateo de Gállego, Utebo, Villafranca de Ebro, Villamayor de Gállego, Villanueva de Gállego, Zaragoza y Zuera.
| Alfajarín Botorrita El Burgo de Ebro Cadrete Cuarte de Huerva Fuentes de Ebro Jaulín María de Huerva Mediana de Aragón Mozota Nuez de Ebro Osera de Ebro Pastriz La Puebla de Alfindén San Mateo de Gállego Utebo Villafranca de Ebro Villamayor de Gállego Villanueva de Gállego Zaragoza Zuera |

### Ejes
Atendiendo a la gestión y prestación de servicios comarcales, 20 municipios se distribuyen en cinco ejes:
- Eje Uno (3 municipios): Villanueva de Gállego, San Mateo de Gállego y Zuera.
- Eje Dos (7 municipios): Villamayor de Gállego, La Puebla de Alfindén, Pastriz, Alfajarín, Nuez de Ebro, Villafranca de Ebro y Osera de Ebro.
- Eje Tres (3 municipios): El Burgo de Ebro, Fuentes de Ebro y Mediana de Aragón.
- Eje Cuatro (6 municipios): Cuarte de Huerva, Cadrete, María de Huerva, Botorrita, Mozota y Jaulín.
- Eje Cinco (1 municipio): Utebo.

El municipio de Zaragoza posee un régimen especial como capital de Aragón (Ley 10/2017, de 30 de noviembre), por lo que no está integrado en ningún eje.

## Política
| Cargo      | Nombre                      | Ayuntamiento                    | Partido Político |  |
| ---------- | --------------------------- | ------------------------------- | ---------------- |  |
| Presidente | José Manuel González Arruga | Alcalde de San Mateo de Gállego | PSOE             |  |
|            |                             |                                 |                  |  |

| Elecciones 2019 | Elecciones 2019 | Elecciones 2019 | Elecciones 2019 | Elecciones 2019 |
| --------------- | --------------- | --------------- | --------------- | --------------- |
| Partido         | Votos           | % Votos         | Electos         | Consejeros      |
| (Pendiente)     |                 |                 |                 |                 |
| Total           | -               | 100%            | -               | 39              |

## Geografía
Limita al norte con la Hoya de Huesca y las Cinco Villas, al oeste con la Ribera Alta del Ebro y el Valdejalón, al este con la Ribera Baja del Ebro y Los Monegros y al sur con el Campo de Cariñena y el Campo de Belchite.
Parte de su territorio está ocupado por la Reserva natural dirigida de los Sotos y Galachos del Ebro.

### Sotos y Galachos del Ebro
Se localiza en el curso medio del valle del Ebro. Se encuentra entre los términos municipales de Alfajarín, El Burgo de Ebro, Fuentes de Ebro, Nuez de Ebro, Osera, Pastriz, La Puebla de Alfindén y Zaragoza.
Los galachos que engloba son: el galacho de la Alfranca, el de La Cartuja y el de El Burgo de Ebro. Abarca una superficie de 1 536,7 ha, a las que hay que añadir una zona periférica de protección de otras 1563 8 ha. La altitud oscila entre 180 y 260 m s. n. m.
La reserva natural fue declarada como tal el 8 de abril de 1991 bajo el nombre de reserva natural de los Galachos de La Alfranca de Pastriz, La Cartuja y El Burgo de Ebro. Recibe el nombre actual desde el 10 de marzo de 2011.
Es también LIC y ZEPA.

## Historia

### La comarca como institución
La ley de creación es la 8/2019 del 29 de marzo de 2019. Se constituyó el 19 de julio de 2019. El traspaso de competencias está en curso.

## Economía
Está formada principalmente por la ciudad de Zaragoza y los municipios de su área metropolitana. En la comarca vive más del 57 % de la población de Aragón. Casi la mitad de su superficie la ocupa el término municipal de la capital y su economía se basa en la industria y los servicios.

## Territorio y población
| 636,833                   | 639,411 | 640,346 | 643,602 | 651,622 | 662,941 | 670,239 | 685,873 | 697,532 | 702,662 | 711,755 | 728,437 | 743,280 | 746,719 | 768,141 | 764,818 |
| (Fuente: INE [Consultar]) |         |         |         |         |         |         |         |         |         |         |         |         |         |         |         |

| Municipio             | Extensión (km²) | % del total | Habitantes (2020) | % del total | Densidad (hab/km²) | Altitud (metros) | Distancia a/desde Zaragoza (km) | Pedanías |
| --------------------- | --------------- | ----------- | ----------------- | ----------- | ------------------ | ---------------- | ------------------------------- | --- |
| Alfajarín             | 137,57          | 6,0         | 2.339             | 0,30        | 17,00              | 199              | 17                              | El Condado, Los Huertos. |
| Botorrita             | 19,8            | 0,9         | 490               | 0,07        | 24,75              | 394              | 22                              | |
| El Burgo de Ebro      | 24,86           | 1,1         | 2486              | 0,32        | 100                | 189              | 14                              | Paraje Simón, Urbanización Virgen de la Columna |
| Cadrete               | 11,9            | 0,5         | 4.235             | 0,48        | 355,88             | 304              | 12                              | El Sisallete, Las Colinas, Murallas de Santa Fe. |
| Cuarte de Huerva      | 8,9             | 0,4         | 13.450            | 1,56        | 1.511,24           | 299              | 6                               | Parador del Ciclista, Urbanización Amelia, Urbanización Santa Fe. |
| Fuentes de Ebro       | 141,73          | 6,2         | 4.549             | 0,62        | 32,10              | 196              | 26                              | Rodén. |
| Jaulín                | 46,05           | 2,0         | 251               | 0,04        | 5,45               | 508              | 28                              | |
| María de Huerva       | 108,09          | 4,7         | 5.970             | 0,72        | 55,23              | 343              | 16                              | Bosque Alto, Campo del Niño, Monte Pinar, Paso de los Carros, Val de Pinar. |
| Mediana de Aragón     | 90,57           | 4,0         | 447               | 0,06        | 4,94               | 289              | 29                              | |
| Mozota                | 8,68            | 0,4         | 120               | 0,02        | 13,83              | 396              | 25                              | |
| Nuez de Ebro          | 8,2             | 0,4         | 838               | 0,11        | 102,2              | 181              | 20                              | |
| Osera de Ebro         | 24,6            | 1,1         | 383               | 0,06        | 15,57              | 174              | 30                              | Aguilar de Ebro, Urbanización Extramuros. |
| Pastriz               | 16,21           | 0,7         | 1.300             | 0,18        | 80,20              | 187              | 12                              | La Alfranca. |
| La Puebla de Alfindén | 16,95           | 0,7         | 6.358             | 0,79        | 375,10             | 187              | 12                              | |
| San Mateo de Gállego  | 35,9            | 3,1         | 3.269             | 0,42        | 91,06              | 281              | 24                              | |
| Utebo                 | 17,9            | 0,8         | 18.822            | 2,48        | 1.051,51           | 207              | 12                              | Setabia. |
| Villafranca de Ebro   | 63,6            | 2,8         | 838               | 0,11        | 13,18              |                  |                                 | |
| Villamayor de Gállego | 89,36           | 3,90        | 2.745             | 0,38        | 30,72              | 226              | 4                               | |
| Villanueva de Gállego | 76,0            | 3,3         | 4.728             | 0,62        | 62,21              | 244              | 13                              | El Comercio. |
| Zaragoza              | 973,78          | 42,55       | 681.877           | 89,63       | 700,24             | 200              | -                               | Alfocea, Cartuja Baja, Casetas, Garrapinillos, Juslibol, Montañana, Monzalbarba, Movera, Peñaflor, San Gregorio, San Juan de Mozarrifar, Torrecilla de Valmadrid, Venta Del Olivar, Villarrapa. |
| Zuera                 | 332,25          | 14,5        | 8.576             | 1,04        | 25,82              | 279              | 25                              | El Portazgo, Las Lomas del Gállego, Ontinar de Salz |
| Total                 | 2.288,8         | 100,0       | 768.141           | 100,0       | 335,61             | -                | -                               | |